# 布格伦根费尔德
布格伦根费尔德是德国巴伐利亚州的一个市镇。总面积93.26平方公里，总人口12361人，其中男性6041人，女性6320人（2011年12月31日），人口密度133人/平方公里。

## 友好城市
- 法國 皮蒂维耶